# Simalanggang
Simalanggang is een bestuurslaag in het regentschap Lima Puluh Kota van de provincie West-Sumatra, Indonesië. Simalanggang telt 4291 inwoners (volkstelling 2010).